# Федорівська сільська рада (Білозерський район)
Фе́дорівська сільська́ ра́да — адміністративно-територіальна одиниця та орган місцевого самоврядування в Білозерському районі Херсонської області. Адміністративний центр — село Федорівка.

## Загальні відомості
- Територія ради: 3,003 км²
- Населення ради: 1 773 особи (станом на 2001 рік)
- Територією ради протікає річка Інгулець

## Історія
с. Федорівка.

## Населення
Згідно з переписом УРСР 1989 року чисельність наявного населення сільської ради становила 2051 особа, з яких 1022 чоловіки та 1029 жінок.
За переписом населення України 2001 року в селі мешкало 1769 осіб.

### Мова
Розподіл населення за рідною мовою за даними перепису 2001 року:
| Мова       | Відсоток |
| ---------- | -------- |
| українська | 90,07 %  |
| російська  | 8,74 %   |
| білоруська | 0,45 %   |
| молдовська | 0,11 %   |
| інші       | 0,63 %   |

## Населені пункти
Сільській раді підпорядковані населені пункти:
- с. Федорівка
- с. Ульяновка

## Склад ради
Рада складається з 16 депутатів та голови.
- Голова ради: Алексєєв Олександр Миколайович
- Секретар ради: Гридіна Наталя Вікторівна

### Керівний склад попередніх скликань
| Прізвище, ім'я, по батькові    | Основні відомості                                                 | Дата обрання | Дата звільнення |
| ------------------------------ | ----------------------------------------------------------------- | ------------ | --------------- |
| Тімченко Борис Михайлович      | Сільський голова, 1970 року народження, безпартійний              | 26.03.2006   | 31.10.2010      |
| Алексєєв Олександр Миколайович | Сільський голова, 1955 року народження, освіта вища, безпартійний | 31.10.2010   |                 |

Примітка: таблиця складена за даними сайту Верховної Ради України

### Депутати
За результатами місцевих виборів 2010 року депутатами ради стали:

#### За суб'єктами висування
| Суб'єкт висування                 | Кількість обраних депутатів | %    |
| --------------------------------- | --------------------------- | ---- |
| Самовисування                     | 10                          | 62,5 |
| Соціалістична партія України      | 3                           | 18,8 |
| Комуністична партія України       | 2                           | 12,5 |
| Політична партія «Сильна Україна» | 1                           | 6,3  |

#### За округами
| № округу                          | Прізвище, ім'я, по батькові     | Дата визнання обраним | Освіта             | Партійна приналежність                  | Відомості про обраного депутата                 |
| --------------------------------- | ------------------------------- | --------------------- | ------------------ | --------------------------------------- | ----------------------------------------------- |
| Комуністична партія України       |                                 |                       |                    |                                         |                                                 |
| 3                                 | Ноженко Олександр Володимирович | 01.11.2010            | вища               | позапартійний                           | Херсонський Таврійський ліцей мистецтв, завгосп |
| 6                                 | Мамчиць Сергій Миколайович      | 01.11.2010            | середня            | позапартійний                           | пенсіонер                                       |
| Політична партія «Сильна Україна» |                                 |                       |                    |                                         |                                                 |
| 14                                | Дергильова Людмила Іванівна     | 01.11.2010            | середня спеціальна | член Політичної партії «Сильна Україна» | пенсіонер                                       |
| Соціалістична партія України      |                                 |                       |                    |                                         |                                                 |
| 5                                 | Маляр Петро Федорович           | 01.11.2010            | середня            | позапартійний                           | Фермерське підприємство «Полтава», фермер       |
| 11                                | Салабуга Ніна Петрівна          | 01.11.2010            | середня спеціальна | позапартійна                            | Федорівський дитячий садок, вихователь          |
| 15                                | Салтан Віктор Григорович        | 01.11.2010            | середня спеціальна | позапартійний                           | пенсіонер                                       |
| Самовисування                     |                                 |                       |                    |                                         |                                                 |
| 1                                 | Гридіна Наталя Вікторівна       | 01.11.2010            | вища               | позапартійна                            | Федорівська сільська рада, секретар             |
| 2                                 | Маляр Юлія Федорівна            | 01.11.2010            | середня спеціальна | позапартійна                            | Федорівська сільська рада, соціальний працівник |
| 4                                 | Воронова Ольга Олександрівна    | 01.11.2010            | середня спеціальна | позапартійна                            | Федорівська сільська рада, касир                |
| 7                                 | Арнаутова Лариса Сергіївна      | 01.11.2010            | середня спеціальна | позапартійна                            | Федорівська сільська бібліотека, завідувачка    |
| 8                                 | Середюк Надія Іванівна          | 01.11.2010            | вища               | позапартійна                            | Федорівський дитячий садок, вихователь          |
| 9                                 | Підкамінна Ніна Анатоліївна     | 01.11.2010            | середня спеціальна | позапартійна                            | Білозерська виправна колонія — 105, касир       |
| 10                                | Галушка Наталя Григорівна       | 01.11.2010            | середня спеціальна | позапартійна                            | тимчасово не працює                             |
| 12                                | Сізова Ніна Яківна              | 01.11.2010            | незакінчена вища   | позапартійна                            | Обласний будинок дитини, вихователь             |
| 13                                | Стринадка Степан Миколайович    | 01.11.2010            | середня спеціальна | позапартійний                           | пенсіонер                                       |
| 16                                | Плохотник Микола Володимирович  | 01.11.2010            | середня            | позапартійний                           | пенсіонер                                       |